# Зиновий Колобанов
Зино́вий Григо́риевич Колоба́нов (7 януари 1911– 8 август 1994) е съветски и руски танков командир, ветеран от Втората световна война, командващ танк КВ-1, заедно с екипажа, унищожил в една битка 16 танка, 2 бронирани машини, 8 машини и пехота на противника.
В битката при Ленинград на 20 август 1941 г., в Красногвардейск, частта на Колобанов напада от засада колона от немски бронетехника. Авангардът на немските 8-ма, 6-та и 1-ва танкова дивизия наближава Красногвардейск близо до Ленинград и единствената налична съветска сила, за да го спре, се състои от пет добре скрити танка КВ-1, вкопани в горичка на ръба на блато. Танк КВ-1 № 864 се командва от командира на тази малка част лейтенант Колобанов.
Германските войски атакуват Красногвардейск от три посоки. Близо до селата Миза Войсковици (на немски: Wojskowitzy), Сепелево, Вангостароста (сега Новий Учхоз), Илкино и Питкелево, географията е благоприятна за съветските защитници, тъй като единственият път в района минава през блатото и защитниците командват тази точка от своите скрити позиция. Лейтенант Колобанов е проучил внимателно обстановката и подготвя своя отряд предния ден. Всеки танк КВ-1 носи два пъти повече от нормалното количество боеприпаси, две трети от които са бронебойни патрони. Колобанов заповядва на другите си командири да спрат огъня и да чакат заповеди. Той не иска да разкрие размера на силите си, така че само по един танк влиза в битка с врага.
Авангардът на 6-та танкова дивизия на Вермахта влиза директно в добре подготвената съветска засада. Стрелецът в КВ-1 на Колобанов, Андрей Усов, подбива водещия немски танк с първия си изстрел. Немската колона предполага, че танкът е ударил противотанкова мина и, като не осъзнава, че ги чака засада, спира. Това дадва възможност на Усов да унищожи втория танк. Германците разбират, че са атакувани, но не успяват да открият източника на изстрелите. Докато немските танкове стрелят на посоки, танкът на Колобанов затваря колоната, като блокира проследения немски танк, който боксува и заедно с него цялата колона.
Въпреки че германците вече знаят откъде са атакувани, те не могат да забележат танка на лейтенант Колобанов и сега се опитват да се сражават с невидим враг. Немските танкове затъват, когато излизат от пътя върху заобикалящата мека земя, което ги прави лесни мишени. Двадесет и два немски танка и две теглени артилерийски оръдия са повалени от танка на Колобанов, преди да му свършат боеприпасите. Колобанов нарежда още един КВ-1 и още 21 немски танка са унищожени преди края на половинчасовата битка. Общо 43 немски танка са унищожени от петте съветски КВ-1 (още два остават в резерв). Съветската победа е резултат от добре планирана засада на изгодна територия и превъзходство на оръжията. Повечето от немските танкове в тази битка са леки танкове, въоръжени само с 37 мм оръдия. Германските танкови оръдия нямат нито обхвата, нито мощността на 76-милиметровото главно оръдие на КВ-1. След битката екипажът на № 864 преброява общо 156 попадения на своя танк, нито едно от които не е пробило бронята. По-тесните вериги на немските танкове ги карат да останат в капан в блатистата земя.
За своите действия лейтенант Колобанов е награден с орден Червено знаме, а Андрей Усов е награден с орден Ленин. Въпреки това номинацията на Колобанов за Герой на Съветския съюз е отхвърлена от военните началници, които първоначално намират доклада му след действията му за невероятен, смятайки, че той трябва да е преувеличил силите на врага. Въпреки че докладът му скоро е потвърден от изследването на останките на бойното поле, номинацията не е преразгледана от властите в Ленинград, които са заети с най-ожесточените битки по време на битката за Ленинград.
Колобанов продължава да бележи успехи на бойното поле през следващия месец, като унищожава най-малко три вражески танка и четири противотанкови оръдия. На 15 септември 1941 г., зад фронтовата линия, той е тежко ранен в главата и гръбнака близо до Пушкин, Санкт Петербург от експлозия на танкови боеприпаси; той прекарва по-голямата част от останалата част от войната в болница. През 1945 г. той се връща на активна служба, но пристига твърде късно, за да участва в битки преди капитулацията на Германия. През 1951 г. лейтенант Колобанов служи в съветската окупационна зона в Източна Германия, където е изправен пред военен съд, когато негов подчинен бяга в британската окупационна зона. След това той е прехвърлен в резервите.
Той остава в армията няколко години, базиран в Беларус, и се пенсионира като подполковник. След това той продължава да работи за Минския автомобилен завод.
Поради масовото искане на жителите на село Новий Учхоз през 1980 г. на мястото, където е вкопан КВ-1 на Колобанов, е открит боен паметник. За съжаление е невъзможно да се намери танк КВ-1, така че тежък танк ИС-2 вместо това е инсталиран там. На 8 септември 2006 г. в Минск, столицата на Беларус, е открит паметник в негова чест. Спонсориран е от директора на AGAVA Василий Монич.

## Наградни ордени и медали
- Орден на Червеното знаме (3 февруари 1942 г., 30 април 1954 г.)
- Орден на Отечествената война 1-ва степен (1 август 1986 г.)
- Орден на Червената звезда (20 юни 1949 г.)
- Медал „За бойни заслуги“ (6 май 1946 г.)
- Медал „За отбраната на Ленинград“ (1942 г.)
- Медал „За победата над Германия във Великата отечествена война 1941 – 1945 г.“ (1945 г.)
- Юбилеен медал „Двадесет години от победата във Великата отечествена война 1941 – 1945 г.“ (1965 г.)
- Юбилеен медал „Тридесет години от победата във Великата отечествена война 1941 – 1945 г.“ (1975 г.)
- Юбилеен медал „Четиридесет години победа във Великата Отечествена война 1941 – 1945 г.“ (1985 г.)
- Юбилеен медал „В чест на 100-годишнината от рождението на Владимир Илич Ленин“ (1969 г.)
- Юбилеен медал „30 години Съветска армия и флот“ (1948 г.)
- Юбилеен медал „40 години въоръжени сили на СССР“ (1958 г.)
- Юбилеен медал „50 години въоръжени сили на СССР“ (1968 г.)
- Юбилеен медал „60 години въоръжени сили на СССР“ (1978 г.)
- Юбилеен медал „70 години въоръжени сили на СССР“ (1988 г.)
- Медал „Ветеран от въоръжените сили на СССР“ (1976 г.)